# Lucy Glacier
Lucy Glacier är en glaciär i Antarktis. Den ligger i Östantarktis. Australien gör anspråk på området. Lucy Glacier ligger 1 328 meter över havet.
Terrängen runt Lucy Glacier är varierad. Trakten är obefolkad. Det finns inga samhällen i närheten. 